# Lindernia khaoyaiensis
Lindernia khaoyaiensis é uma espécie botânica do gênero Lindernia pertencente à família Linderniaceae.